# Contea di Dorchester (Carolina del Sud)
La contea di Dorchester (in inglese Dorchester County) è una contea dello Stato della Carolina del Sud, negli Stati Uniti. La popolazione al censimento del 2000 era di 96 413 abitanti. Il capoluogo di contea è St. George.

## Geografia
La contea si trova nel centro-sud dello Stato. Il fiume Edisto forma il confine sud-ovest e il fiume Ashley bagna la contea. Si tratta di un territorio pianeggiante nella piana costiera con diverse zone paludose.

### Contee confinanti
- Contea di Orangeburg - nord
- Contea di Berkley - est
- Contea di Charleston - sud-est
- Contea di Colleton - sud-ovest

## Storia
La regione era abitata dai nativi Cusabo quando gli europei cominciarono a colonizzare la Carolina negli anni 70 del XVII secolo. La contea fu istituita nel 1897 da parte delle contee di Colleton e Berkeley e fu chiamata come Dorchester in Massachusetts sul fiume Ashley.

## Comuni
L'unica city è North Charleston.

### Town
- Harleyville
- Lincolnville
- Reevesville
- Ridgeville
- St. George (capoluogo)
- Summerville

### Census-designated place
- Ladson